# Tekken 3
Tekken 3 is het derde computerspel uit de Tekken-serie, ontwikkeld en geproduceerd door Namco. Het spel kwam in 1997 uit als arcadespel, en werd in 1998 overgezet naar de PlayStation. Het is het laatste Tekkenspel dat beschikbaar is voor de PlayStation.
De PlayStation-versie wordt doorgaans gezien als een van de beste spellen uit het genre.

## Verhaal
Het spel speelt zich 15 jaar na Tekken 2 af. Jun Kazama heeft al die tijd een teruggetrokken leven geleid met Jin, de zoon van haar en Kazuya Mishima. Heihachi Mishima heeft ondertussen de Tekken Force opgericht, een organisatie die de Mishima Zaibatsu moet beschermen. Met de grote invloed die zijn organisatie heeft op de wereld is Mishima erin geslaagd om wereldvrede te creëren.
Tijdens een expeditie in Mexico wordt een team van de Tekken Force echter aangevallen door een mysterieus wezen, en verdwijnt spoorloos. De enige overlevende stuurt een bericht naar Heihachi, waarin hij de aanvaller beschrijft als een "Ogre" of een "Vechtgod". Heihachi en een team van soldaten onderzoeken het verschijnsel. Wanneer Heihachi de Ogre ziet, wordt zijn lang gekoesterde droom voor wereldoverheersing weer opgewekt. Hij wil de Ogre vangen en voor dit doel gebruiken.
Kort hierop beginnen overal ter wereld vechtsportbeoefenaars te verdwijnen. Heihachi is ervan overtuigd dat dit het werk van de Ogre is. Jun voelt dat de Ogre het op haar en Jin heeft voorzien. Ze vertelt Jin om naar Heihachi te gaan indien er iets met haar gebeurd. Kort na Jin’s 15e verjaardag valt de Ogre hen inderdaad aan. Na de aanval blijkt Jin’s huis te zijn verwoest en is Jun verdwenen.
Gedreven door wraak gaat Jin naar Heihachi en vertelt hem alles. Hij vraagt Heihachi hem te trainen voor de strijd met de Ogre. Drie jaar gaan voorbij, en Jin wordt door Heihachi opgeleid tot een sterke vechter. Wanneer Jin 19 is, wordt er weer een vechttoernooi gehouden. Jin doet mee om zo te oefenen voor zijn strijd met de Ogre. Hij beseft echter niet dat Heihachi dit toernooi en alle deelnemers, inclusief Jin, gebruikt als manier om de Ogre naar zich toe te lokken.
De Ogre komt inderdaad op het toernooi af, waarna hij in de finale vecht met Jin. Jin verslaat de Ogre, die daarna in het niets verdwijnt. Kwaad dat hij de Ogre nu niet meer kan vangen, schiet Heihachi Jin dood. Jin komt echter weer tot leven door het duivelgen dat in hem zit (geërfd van zijn vader), en verslaat Heihachi.

## Gameplay
Tekken 3 hanteert in grote lijnen dezelfde gameplay als de vorige spellen, maar voegt een groot aantal verbeteringen toe zoals gedetailleerdere graphics en animaties. Er zijn 15 nieuwe personages beschikbaar in het spel.
Een van de grootste veranderingen ten opzichte van Tekken 2 is de manier waarop de personages kunnen bewegen. In voorgaande spellen vochten de personages tegen een 2D achtergrond en speelde diepte geen rol. In Tekken 3 kunnen personages echter ook langs een derde as bewegen, en zo behalve naar voren en achteren ook opzij bewegen. Op die manier wordt het mogelijk om vijandige aanvallen op een andere manier dan alleen door springen te ontwijken. Omdat springen nu minder van belang is, is de mate waarin personages kunnen springen in Tekken 3 aan banden gelegd. In plaats van extreem hoge sprongen zoals in Tekken 2 kunnen de personages nu slechts nog naar een realistische hoogte springen.
Tekken 3 is de eerste Tekken die naast het hoofdspel ook een beat 'em up-minigame bevat. Hierin moet de speler in een level meerdere vijanden van zich af slaan. Door de minigame viermaal uit te spelen wordt het personage Dr. Boskonovitch een bespeelbaar personage. Deze traditie van minigames werd voortgezet in Tekken 4 en Tekken 5.

## Personages
- Jin Kazama
- Heihachi Mishima
- Lei Wulong
- Paul Phoenix
- Yoshimitsu
- Anna Williams
- Kuma
- Nina Williams
- Ling Xiaoyu
- Hwoarang
- Eddy Gordo
- Forest Law
- King
- Panda
- Julia Chang
- Bryan Fury
- Gun Jack
- Mokujin
- Ogre
- True Ogre
- Tiger Jackson
- Gon
- Dr. Boskonovitch

## Ontvangst
Tekken 3 was het eerste spel in drie jaar tijd dat een 10 kreeg van een recensent van Electronic Gaming Monthly. In december 2006 haalde het spel de tiende plaats in GameSpots top 10 van beste spellen.
| Beoordeeld door               | Jaar | Platform    | Score |
| ----------------------------- | ---- | ----------- | ----- |
| Entertainment Weekly          | 1998 | PlayStation | 100%  |
| Svenska PlayStation Magasinet | 1998 | PlayStation | 100%  |
| PSX Extreme                   | 2006 | PlayStation | 99%   |
| Meristation                   | 1998 | PlayStation | 95%   |
| IGN                           | 1998 | PlayStation | 93%   |
| Game Players                  | 1998 | PlayStation | 92%   |
| Game Revolution               | 1998 | PlayStation | 91%   |
| Edge                          | 1998 | PlayStation | 90%   |
| Jeuxvideo.com                 | 2009 | PlayStation | 90%   |
| All Game Guide                | 1998 | PlayStation | 90%   |

## Trivia
- Het spel is opgenomen in het boek 1001 Video Games You Must Play Before You Die van Tony Mott.